# Albert Allen Bartlett
Albert Allen Bartlett, noto anche come Al Bartlett (Shanghai, 21 marzo 1923 – Boulder, 7 settembre 2013), è stato un docente e fisico statunitense, professore di Fisica presso l'Università del Colorado a Boulder.

## Biografia
Bartlett ha ricevuto una laurea in fisica presso la Colgate University (1944), e una AM (1948) e il dottorato di ricerca (1951) in fisica presso l'Università di Harvard. Nel settembre 1950 Bartlett è entrato a far parte dell'Università del Colorado a Boulder. Nel 1978 è stato presidente nazionale dell'American Association of Physics Teachers. È stato un collega dell'American Physical Society e dell'Associazione Americana per l'Avanzamento della Scienza. Nel 1969 e nel 1970 ha esercitato due mandati come presidente eletto nei quattro campus del Consiglio di Facoltà presso l'università.

## Opinione sulla crescita della popolazione

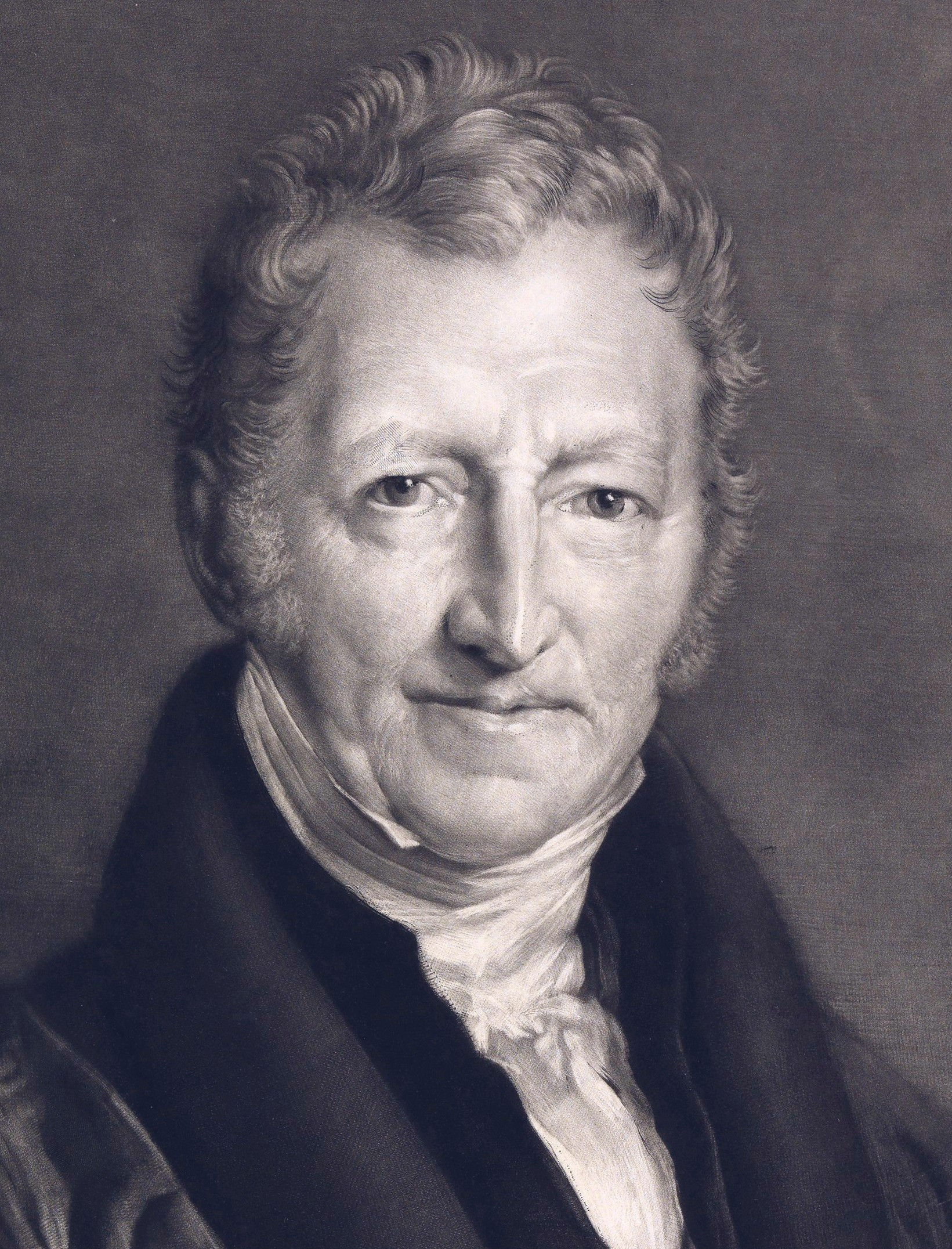
Thomas Malthus, pioniere degli studi demografici.

Dal luglio 2001, il professor Bartlett ha tenuto oltre 1.600 conferenze dal settembre 1969, sul tema Aritmetica, popolazione ed energia. Bartlett vede la combinazione di parole "crescita sostenibile", come un ossimoro, dal momento che anche modesti incrementi della popolazione percentuale annua inevitabilmente si equiparano alla enorme crescita esponenziale per periodi di tempo prolungati; ritiene, pertanto, che la sovrappopolazione umana sia "la più grande sfida" per l'umanità.
Il Professor Bartlett spesso spiega come la crescita sostenibile è una contraddizione. La sua visione si basa sul fatto che una crescita modesta percentualmente può equivalere a enormi escalation in brevi periodi di tempo.
Bartlett sostiene che, nel tempo, la crescita composta può produrre enormi aumenti: per esempio, un investitore che ha un rendimento costante annuo del 7% sul suo investimento avrebbe trovato il raddoppio del capitale entro 10 anni ma la stessa potenza esponenziale, vantaggiosa per gli investitori, può essere potenzialmente disastrosa se applicata alla popolazione umana, in quanto una popolazione di 10.000 individui, se dovesse crescere a un tasso costante del 7% annuo, raggiungerebbe una dimensione della popolazione di 10 milioni dopo 100 anni.
Bartlett guarda alla sovrappopolazione come "la più grande sfida" per l'umanità, e promuove la vita sostenibile. Si oppone alla cornucopiana scuola di pensiero (come sostenuto da Julian Lincoln Simon), e si riferisce ad essa come "La Nuova Società della Terra Piatta".
JB Calvert (1999) ha indicato che la legge di Bartlett comporterà l'esaurimento delle risorse petrolchimiche a causa della crescita esponenziale della popolazione mondiale (in linea con il modello di crescita malthusiano).
Bartlett ha fatto due dichiarazioni importanti relative alla sostenibilità:
- «Il più grande difetto della razza umana è la nostra incapacità di comprendere la funzione esponenziale».
- «Riuscite a pensare a qualsiasi problema in qualsiasi area su qualsiasi scala, dal microscopico al globale, la cui soluzione a lungo termine è in alcun modo dimostrabile o avanzato da ulteriori aumenti di popolazione, a livello locale, nazionale o globale?»

## Opere
- The Essential Exponential For the Future of Our Planet a collection of essays by Professor Bartlett (2004). Center for Science, Mathematics and Computer Education, University of Nebraska-Lincoln. ISBN 0-9758973-0-6